# بورپر
بورپیر (به فرانسوی: Beaurepaire) یک کمون در فرانسه است که در canton of Beaurepaire واقع شده‌است. بورپیر ۱۸٫۴۶ کیلومتر مربع مساحت دارد ۲۵۸ متر بالاتر از سطح دریا واقع شده‌است.

## خواهرخوانده
شهر اونوالد خواهرخواندهٔ بورپیر هست.